# カンボジア特別法廷

カンボジア特別法廷のエンブレム

カンボジア特別法廷（カンボジアとくべつほうてい、クメール語: អង្គជំនុំជម្រះវិសាមញ្ញក្នុjងតុលាការកម្ពុជា, 英語: Extraordinary Chambers in the Courts of Cambodia, フランス語: Chambres extraordinaires au sein des tribunaux cambodgiens）とは、1975年から1979年の民主カンプチアでクメール・ルージュ政権によって行われた虐殺等の重大な犯罪について、政権の上級指導者・責任者を裁くことを目的として、2001年に同国裁判所の特別部として設立された裁判所。2003年6月、カンボジア王国政府と国際連合との協定が成立し、国連の関与の下、2006年7月から運営を開始した。略称はECCC（英語）、CETC（フランス語）。

## 沿革

### クメール・ルージュによる虐殺とカンボジア内戦

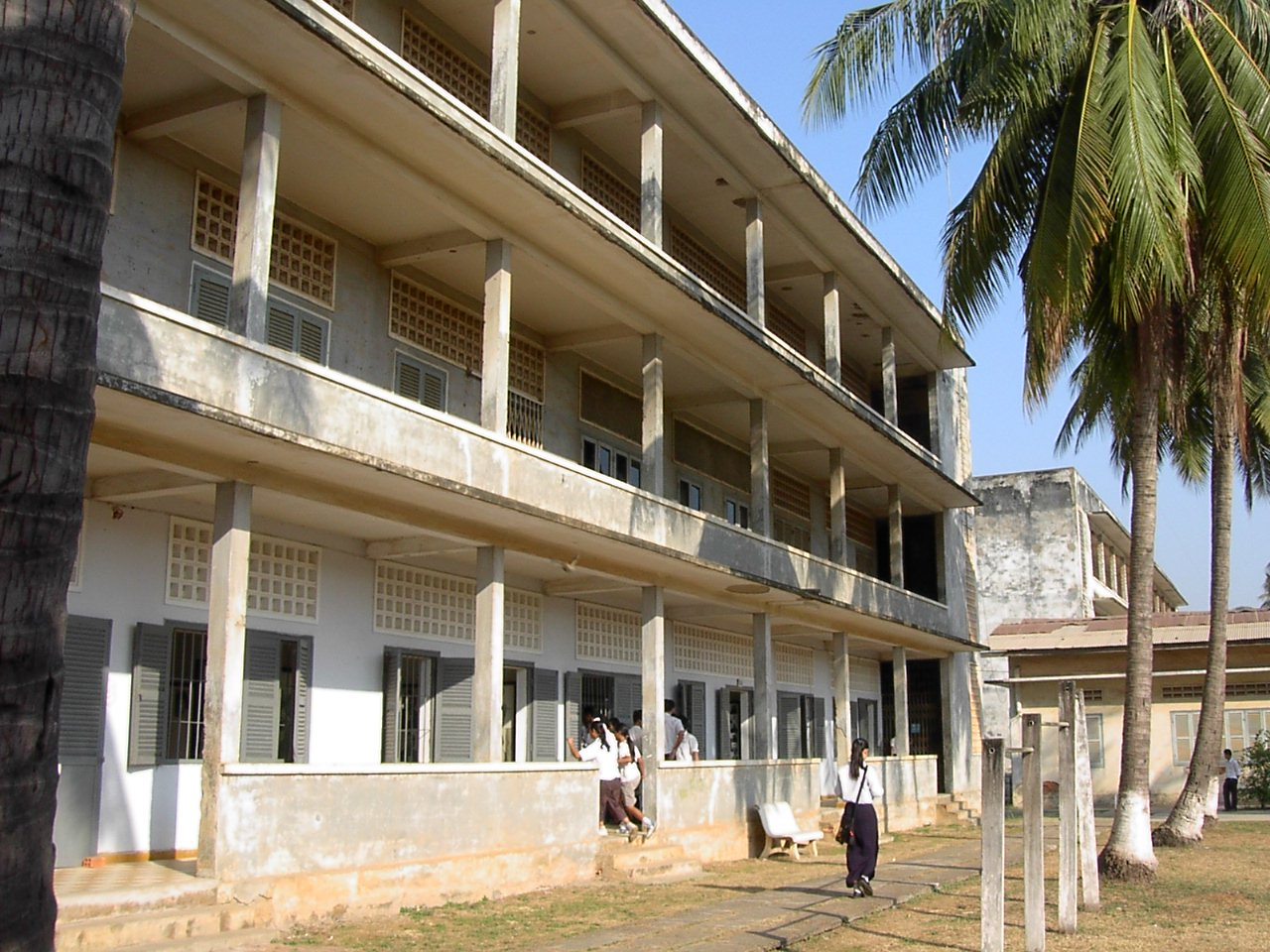
多くの拷問・処刑が行われたとされるS21収容所（現在はトゥール・スレン虐殺犯罪博物館）

1970年代後半のカンボジアでは、ポル・ポト率いる共産主義政党クメール・ルージュが政権を握った。1975年4月17日、クメール・ルージュ軍は首都プノンペンを占領し、親米のロン・ノル政権（クメール共和国）を打倒した（後に国名を民主カンプチアと改称）。
クメール・ルージュは、中華人民共和国での文化大革命の毛沢東思想の影響の下に、知識人批判、学校・教育制度の解体、仏教を含む伝統的な価値観の否定など、過激な政策を実行していった。
都市住民の強制大量移住や、強制労働を実施したほか、ロン・ノル政権時代の行政官・軍関係者をはじめとして、知識人、教育関係者、仏教・イスラム教関係者、少数民族、党内外の反対派を次々に粛清した。クメール・ルージュが政権を握っていた約3年8箇月の間にカンボジアで失われた人命は、アメリカ合衆国中央情報局の推計によれば、約170万人から約200万人、ミィ・サムディ（プノンペン国立医科大学教授）の推計によれば、224万人とされる。
1979年1月7日にベトナム人民軍の侵攻により、クメール・ルージュは政権を追われ、ゲリラ勢力となった。その後、反ベトナムのクメール・ルージュ、シハヌーク王党派、ソン・サン共和派の3派連合政権と、プノンペンに成立した親越（親ソ連）のヘン・サムリン政権（カンプチア人民共和国）との間で内戦が続いた。
1979年7月15日、カンボジア人民革命評議会の緊急命令により、プノンペン特別市法廷 が設置され、被告人欠席のまま、同年8月15日から19日まで裁判が行われ、ポル・ポト及びクメール・ルージュのナンバー2と言われたイエン・サリの2人に死刑が宣告された。
1990年、プノンペン政府のフン・セン首相と3派連合政権のシハヌークとの会談を機に和平プロセスが急速に進行し、1991年のパリ和平協定、1993年の制憲議会選挙を経て、シハヌークを国王として、カンボジア王国政府が成立した。しかし、クメール・ルージュは国連が要請した武装解除を拒否、選挙をボイコットして、和平プロセスから脱落した。
1996年、イエン・サリが同党を離脱して恩赦と引換えに王国政府に投降した。1997年半ば、党内抗争の中タ・モクによって逮捕され身柄を拘束されていたポル・ポトが1998年4月に死去し、そのタ・モクも王国政府に逮捕され、さらに有力な指導者キュー・サムファン、ヌオン・チアが投降し、クメール・ルージュは崩壊した。ポル・ポトの死後、彼個人の責任を追及する道は閉ざされた。一方で、これを機に、生存する指導者の責任を追及すべきだとする気運も高まった。

### 特別法廷設立の経緯
イエン・サリへの恩赦や、ポル・ポトの死亡、タ・モクの逮捕は、クメール・ルージュ指導者の法的責任を追及すべきではないかとの議論を巻き起こすこととなった。また、1996年にトマス・ハマーベリがカンボジアの人権問題に関する国連事務総長特別代表に任命され、同代表も法的責任追及に向けて取り組んだ。その結果、国連人権委員会は、1997年4月11日、コフィー・アナン事務総長に対し、「過去の重大なカンボジア法・国際法違反に対処するためカンボジアから支援の要請があったときは、これを検討すること」を要請する決議を採択した。
1997年6月24日、ノロドム・ラナリット第1首相（フンシンペック党）とフン・セン第2首相（カンボジア人民党）は、アナン事務総長宛に連名で「1975年から1979年までのクメール・ルージュ支配の間に行われたジェノサイド及び人道に対する罪に責任を有する者を裁くため、国連及び国際社会の支援を求める」旨の書簡を送付し、その中で、カンボジアは裁判を実行するための資源と専門家を有していない旨を述べた。国連に支援依頼の書簡を送った直後の1997年7月、フン・センはクーデターにより第1首相のラナリットを排除し、実権を握った。
1997年12月、国連総会はこの要請について、専門家グループの派遣の可能性を含め事務総長に対し検討するよう求める決議を採択した。これを受けて事務総長は3名の専門家グループを任命した。専門家グループは、カンボジアを訪問するなど調査の上、1999年2月22日、国際法上・国内法上の重大な犯罪の存在が認められ、クメール・ルージュ指導者に対する法的手続の実施を正当化するに足りる証拠も存在するとの報告書を提出した。そして、その中で、安保理又は総会の下に、特定目的の国際法廷を設置すべきであると勧告した。

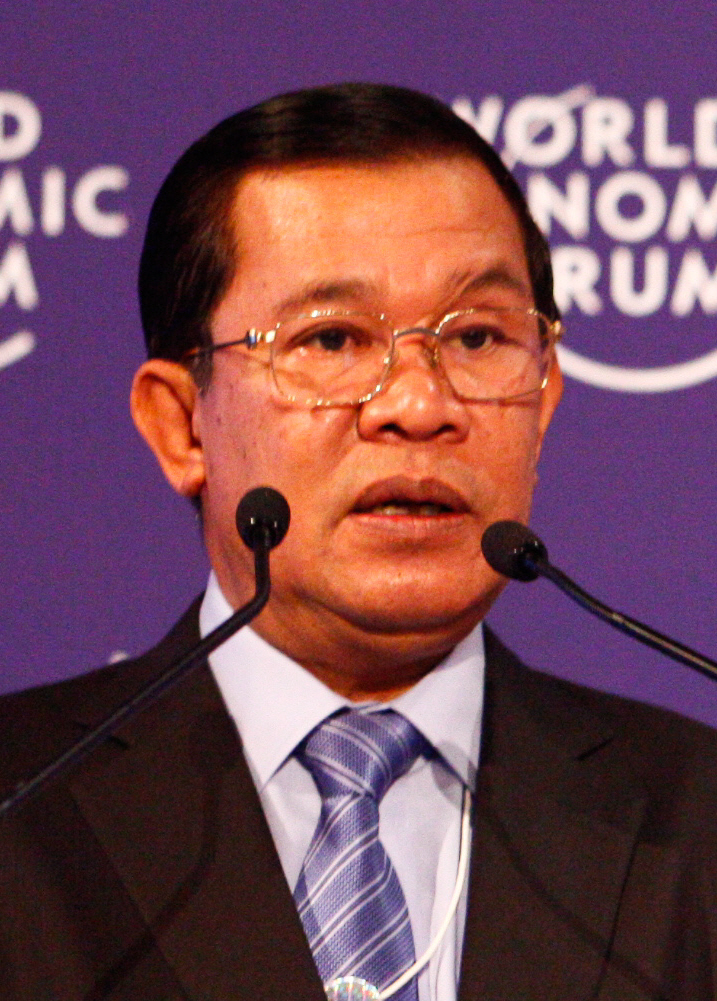
カンボジア首相のフン・セン

これに対してカンボジア政府は、1999年3月3日付事務総長宛書簡で、カンボジアの平和と国民和解の必要性を考慮に入れるべきであり、やり方を間違えば旧民主カンプチアの将官らにパニックを引き起こし、再度の内戦につながりかねないと警告し、その後の事務総長との会談でも、タ・モクについて国内法廷で裁くことを主張した。一方、事務総長側は、司法の最低限の国際水準を確保できるかや、裁判の対象者を限定することについて懸念を示した。
2001年8月、カンボジア国民議会は、民主カンプチア時代に行われた犯罪の訴追に関するカンボジア裁判所内の特別法廷設置法（以下「特別法廷設置法」）を制定した（8月10日公布）。同法によれば、特別法廷は国内法廷の特別部とされる一方、国連への妥協の結果として、第一審はカンボジア人判事3人と国際判事2人で構成されることとなった。しかし、司法の国際水準の確保を求める国連側の懸念は残った。特に、投降時に恩赦を受けたクメール・ルージュ指導者を裁判にかけることについては、フン・セン首相は内戦の再発につながるとして否定的なコメントを出し、主要指導者が訴追されないなら支援を打ち切るとする国連側との対立が残った。
その後、国連・カンボジア間で締結される協定と国内法との優劣関係や、対人管轄権の範囲などをめぐって国連とカンボジアとの交渉は難航し、国連は、2002年2月8日、「このままでは国連の求める独立・公平・客観性が保証されない」として、カンボジアとの交渉を打ち切る声明を発表した。
しかし、日本、フランス等の関係諸国が交渉再開に向けて外交交渉を行った結果、国連総会は、2002年11月20日の委員会で、事務総長に対し交渉の再開を求める決議を採択した。これを受けて、2003年1月、交渉が再開され、同年3月、国連とカンボジア政府との合意内容が明記された草案が作成された。同年5月13日、国連総会もこれを承認する決議を採択した。
そして、2003年6月6日、民主カンプチア時代に行われた犯罪のカンボジア法の下における訴追に関する国際連合とカンボジア王国政府との協定（以下「協定」）が締結され、閣僚評議会担当相のソック・アンと国連代理弁護士のハンス・コレルとの間で調印が行われた。協定では、「1975年4月17日から1979年1月6日までに行われた、カンボジア刑事法、国際人道法・慣習及びカンボジアによって承認された国際条約についての犯罪及び重大な違反」について、「民主カンプチアの上級指導者及び最も責任を有する者」を本特別法廷の管轄とし、第一審裁判部はカンボジア人判事3人と国際判事2人、最高審裁判部はカンボジア人判事4人と国際判事3人で構成されることなどが合意された。最高刑は終身禁錮とされた。

その後、カンボジア国内において協定を承認するとともに、特別法廷設置法をこれに整合するように改正する必要があったが、2003年7月の総選挙後の与野党対立から1年以上議会が開かれず、2004年8月、ようやく議会が開会して審議が行われた。そして、カンボジア国民議会は、同年10月、国連との協定を承認するとともに、それに沿うように、特別法廷設置法を改正した。改正の要点は、
である。
改正法が反対票なしで国民議会（下院）を通過した日、フン・セン首相は、記者に「我々が待っていたものが今日達成された」と述べた。
2005年4月までに、日本の2100万ドルをはじめとして各国から3800万ドルの資金拠出が表明され、資金面でも裁判の準備が整った。

### 運営開始
2006年7月3日、任命を受けたカンボジア側・国際側双方の裁判官らの宣誓式がプノンペン王宮で行われるとともに、共同検察官による予備捜査が始まり、特別法廷は運営を開始した。
同月、最初の司法官会議が開かれ、内部規則（Internal Rules）を定めることを決定した。特別法廷の手続は、基本的には国連との協定、特別法廷設置法、カンボジアの刑事訴訟法に従って行われるが、特別法廷に特殊な部分、国内法が国際基準に合致していない部分などがあったことから、内部規則によって補充する必要があったためである。しかし、司法官内部のカンボジア側と国連側の対立があり、またカンボジア政府の介入も取り沙汰されて長引き、同年11月に原案が公開されてパブリックコメント手続を経たが、2007年6月12日にようやく採択された。
一方、こうして裁判が遅延している間の2006年7月21日、被疑者の1人と目されていた身柄拘束中のタ・モクが病死した。
2007年7月18日、共同検察官が、身柄拘束中であったカン・ケク・イウのほか、ヌオン・チア、キュー・サムファン、イエン・サリ、イエン・チリトの計5名について司法捜査開始の申立てを行い、同年11月までにヌオン・チア以下4人も逮捕・勾留されたことにより、裁判手続は本格的に始動した。
イエン・サリは公判中の2013年3月14日に87歳で死去、イエン・チリトも認知症で裁判が停止されたまま2015年8月22日に83歳で死去。2013年当時、残る3人のうちカン・ケク・イウの裁判が第1事件として最高審に係属中、残り2人の裁判が第2事件として係属中であり、共に高齢であることから、公判維持が難しくなっているとされた。2017年現在、3人のうちカン・ケク・イウの裁判が終了。残る2人は人道に対する罪において終身刑が確定した一方、「ジェノサイドの罪」に関しては、2022年に裁判が終結するまでにヌオン・チアが2019年に死去し、キュー・サムファンのみ「ジェノサイドの罪」で有罪の確定判決を受けた。
このほか、追加の被疑者数名（氏名不開示）についても第3事件、第4事件として捜査が進行中である（詳細は後記#裁判手続の推移参照）。

## 管轄
2004年改正後の特別法廷設置法によれば、特別法廷が裁判の対象とする行為（事物管轄）は、1975年4月17日から1979年1月6日までに行われた、カンボジア刑事法、国際人道法・慣習、及びカンボジアの承認した国際条約の犯罪及び重大な違反とされ、裁判の対象とする者（人的管轄）は、「民主カンプチアの上級指導者」及び当該犯罪及び重大な違反に「最も責任を有する者」とされている。特別法廷設置法は、具体的に次の者（上記期間の行為に限る）を訴追する権限を与えている。
- 1956年カンボジア刑事法典に定められた、殺人、拷問、宗教的迫害の罪を犯した者（3条。なお同法典に定められた公訴時効は30年延長される。また、刑は最高で終身禁錮までに限られる。）
- ジェノサイド条約に規定されるジェノサイドの罪を犯した者（4条）
- 人道に対する罪を犯した者（5条）
- 1949年のジュネーヴ諸条約の重大な違反を実行し、又は命令した者（6条）
- 武力紛争の際の文化財の保護に関する条約（1954年ハーグ条約）に照らし、武力紛争の際の文化財の破壊に最も責任を有する者（7条）
- 外交関係に関するウィーン条約に照らし、国際的な保護を受ける者に対する犯罪に最も責任を有する者（8条）

## 組織と手続
カンボジア特別法廷は、旧ユーゴスラビア国際戦犯法廷 (ICTY)、ルワンダ国際戦犯法廷 (ICTR)、国際刑事裁判所 (ICC) のような国際法廷と異なり、カンボジア国内裁判所の特別部として設置されている点に特色がある。同時に、国連との協定により、判事・検事その他のスタッフに、カンボジア人だけでなく国連の任命する外国人が当てられ、また、カンボジア国内法だけでなく国際法も適用される。こうした特徴から、「混合法廷」(hybrid tribunal) と呼ばれる。

### 裁判部
カンボジア特別法廷は、第一審と最高審の二審制であり、そのほか、捜査段階の裁定を行うための公判前裁判部が設けられている。
公判前裁判部 (Pre-Trial Chamber) は、捜査段階において、共同捜査判事の決定に対する抗告等を審理する法廷である。カンボジア人判事3人と国際判事2人で構成され、決定には5人中4人の賛成が必要である。現在の構成は次のとおり。
| - プラク・キムサン（ カンボジア、裁判長） - ローワン・ダウニング（ オーストラリア） - ネイ・トル（ カンボジア） | - チュン・チャンホ（ 大韓民国） - フオト・ブッティー（ カンボジア） |

第一審裁判部 (Trial Chamber) は、捜査が終結し起訴された場合に、第一審の公判（トライアル）を行う法廷である。証人尋問その他の証拠、当事者の弁論を踏まえて、被告人の有罪・無罪を判断する。カンボジア人判事3人と国際判事2人で構成され、有罪の判決 (verdict) には少なくとも5人中4人の賛成が必要である。現在の構成は次のとおり。
| - ニル・ノン（ カンボジア、裁判長） - シルヴィア・カートライト（ ニュージーランド） - ヤー・ソカン（ カンボジア） | - ジャン＝マルク・ラヴェルニュ（ フランス） - ツウイ・モニー（ カンボジア） |

最高審裁判部 (Supreme Court Chamber) は、第一審の決定・判決に対する上訴を審理する法廷である。カンボジア人判事4人と国際判事3人で構成され、決定には7人中5人の賛成が必要である。現在の構成は次のとおり。
| - コン・スリム（ カンボジア、裁判長） - 野口元郎（ 日本） - ソム・セレイヴット（ カンボジア） - アグニエシュカ・クロノヴィエツカ＝ミラート（ ポーランド） | - シン・リット（ カンボジア） - チャンドラ・ニハール・ジャヤシンゲ（ スリランカ） - ヤー・ナリン（ カンボジア） |

### 共同捜査判事

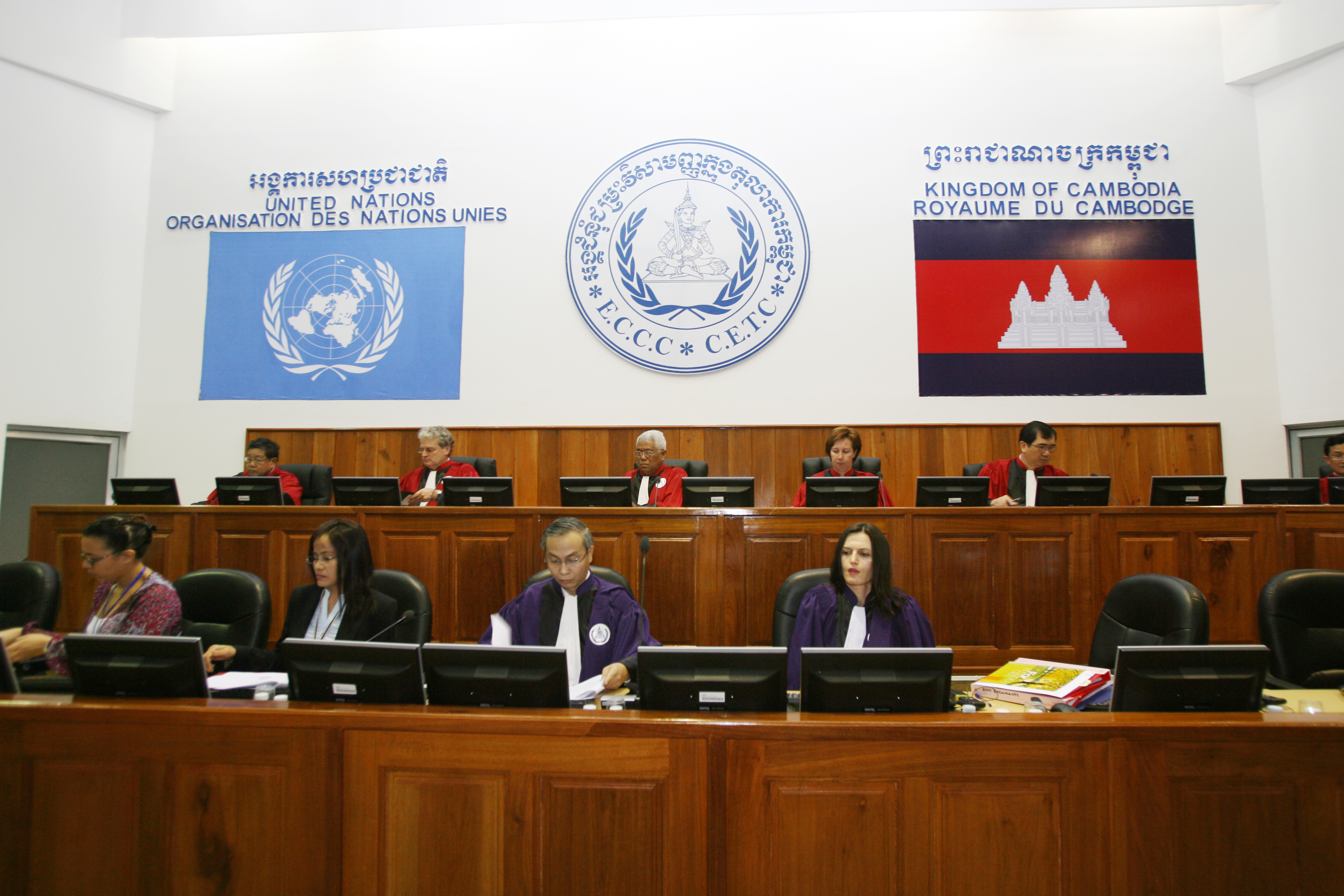
イエン・サリ被告の公判前勾留審問

共同捜査判事 (Co-Investigating Judges) は、共同検察官からの司法捜査開始の申立て (Introductory Submission) を受けて、司法捜査を行う権限を有する。検察官ではなく捜査判事が捜査の主体になる点は、他の国際法廷と異なるところであり、大陸法（フランス法）の影響を受けたカンボジア刑事手続法の特徴である。
共同捜査判事は、被疑者の有利にも不利にも偏らず、公平な立場から捜査を行う義務があり、被疑者の取調べ、被害者・証人の事情聴取、証拠物の押収、専門家の意見の聴取、現場検証、召喚状・逮捕状・勾留命令の発付、証人保護措置、各種機関（国家、国連、国際機関、NGO等）に対する情報提供・支援依頼など、真実発見のための様々な活動を行う権限を有する。また、当事者（共同検察官、被疑者、民事当事者）は共同捜査判事に対しこれらの捜査手段をとるよう申し立てることができる。
捜査を終えると、共同捜査判事は全当事者及びその代理人にその旨を通知する（当事者は15日以内に捜査続行の申立てをすることができ、これが却下されたときは公判前裁判部に抗告をすることができる）。捜査終了の決定が確定すると、共同捜査判事は事件記録を共同検察官に送付し、共同検察官が最終送致書を作成して、共同捜査判事に対し起訴又は不起訴の意見を提出する。ただし、共同捜査判事は共同検察官の意見には拘束されず、捜査終結宣言 (Closing Order) を発し、被疑者を起訴して公判廷に送るか、又は不起訴（却下）とするかを判断する。不起訴となるのは、(1)共同検察官が送致した犯罪事実が特別法廷の管轄に属するものではない場合、(2)犯罪の実行者が特定されていない場合、(3)被疑者に対する嫌疑を裏付ける十分な証拠がない場合である。起訴の判断に対しては共同検察官からのみ抗告を行うことができ、不起訴命令に対しては共同検察官及び民事当事者から抗告することができる。捜査終結宣言が確定した後は、共同捜査判事は役割を終えるが、不起訴後に新証拠が現れた場合は、共同検察官の申立てにより司法捜査が再開される場合がある。
共同捜査判事はカンボジア人判事1名と国際判事1人が務め、現在は次の2名である。当初の国際捜査判事はフランスのマルセル・ルモンドであったが、カンボジア人捜査判事との対立が報じられる中、第2事件の捜査終結宣言を出した2010年9月15日当日、個人的事情を理由として辞任を表明し、同年12月1日、ドイツのジークフリート・ブルンクが捜査判事に任命された。しかし、2011年10月9日、ブルンクは第3事件及び第4事件に関するカンボジア政府からの介入が取り沙汰されてきたことに言及し、辞任を表明した。
- ユー・ブンレン（ カンボジア）
- ロラン・カスパー＝アンセルメ（フランス語版）（ スイス、予備）

### 共同検察官
共同検察官 (Co-Prosecutors) は、共同捜査判事の行う司法捜査の前に予備的捜査 (preliminary investigation) を行うほか、司法捜査（公判前裁判を含む）、公判、上訴の全段階を通じて訴追側当事者として活動する。また、被害者の申立てを取り扱う。
共同検察官はカンボジア人検事1人と国際検事1人が務め、現在は次の2名である。当初の国際検事はカナダのロバート・ペティットであったが、第3・第4事件の訴追の是非をめぐってカンボジア人検事と対立する中、個人的事情を理由として2009年6月23日辞任を表明し、同年9月1日からオーストラリアのウィリアム・スミスが臨時代行を務めた が、同年12月、アンドリュー・ケイリーが任命された。
- チア・レアン（ カンボジア）
- アンドリュー・ケイリー（ イギリス）

### 事務局
裁判部、共同捜査判事、検察局の行う事務全般を支えるため、事務局が置かれている。カンボジア政府の任命する事務局長と、国連事務総長が任命する事務局次長が全体を統括する。

### 弁護
事務局に弁護支援部 (Defence Support Section) が設けられており、被告人に弁護人の選任について支援し、弁護人に対して費用の支払を含め法的・行政的な支援を提供する。

### 被害者の参加

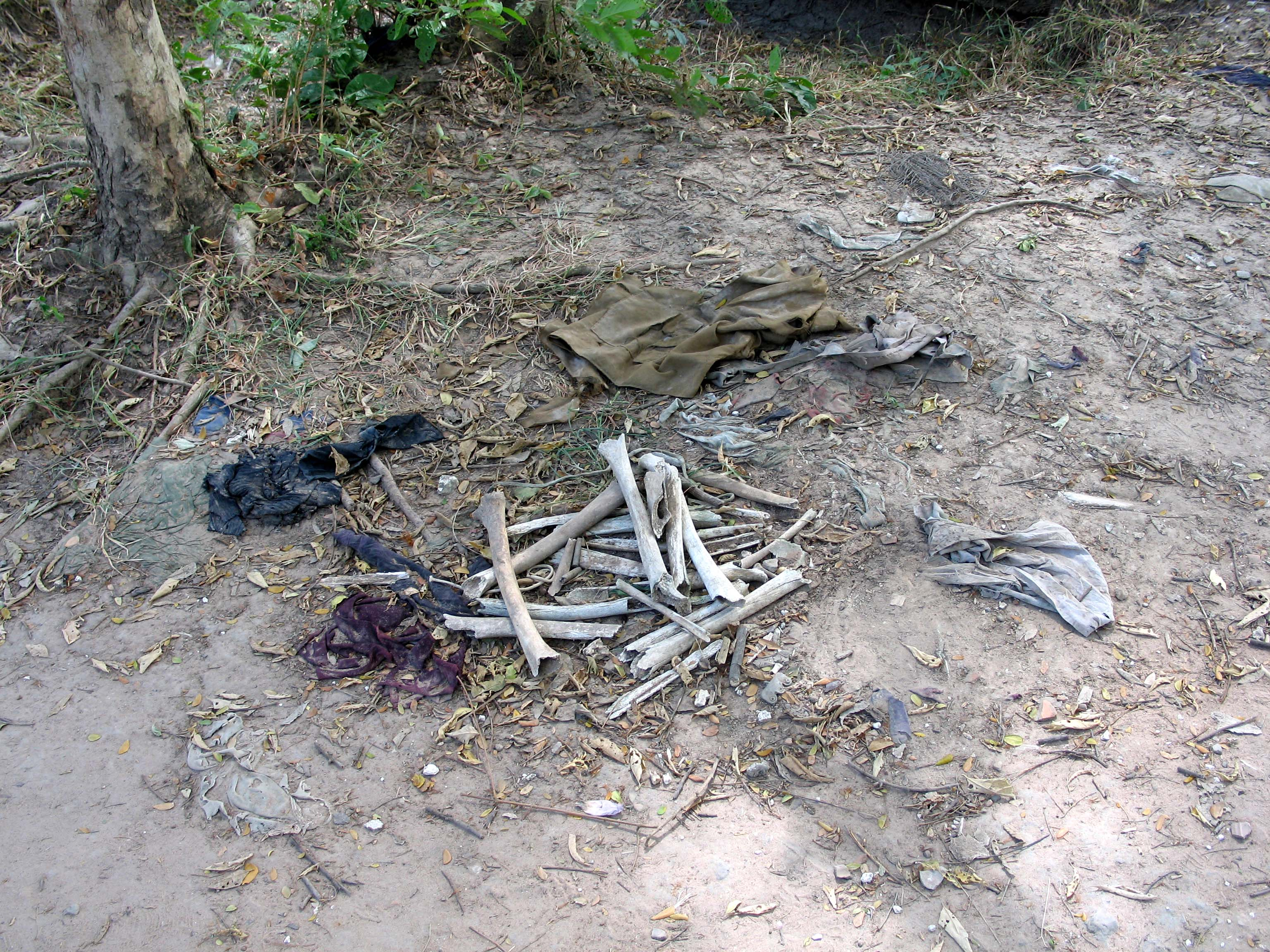
S21収容所付属のキリング・フィールド（チュンエク村）で殺害された被害者の人骨

協定や特別法廷設置法には、裁判手続への被害者の参加については定めがなかった。しかし、内部規則の制定過程で、NGOの活動等を受けて、2006年11月の草案から被害者参加制度や被害者を支援する部署に関する規定が盛り込まれ、2007年6月の内部規則採択で正式に実現した。2008年2月の審理で、国際刑事法に関わる法廷としては初めてとなる被害者参加が実現した。
特別法廷の管轄に属する犯罪の被害者は、共同検察官に対し陳情を行うことができ、共同検察官はそうした被害者の利益を考慮に入れて訴追を開始するか否かを判断する。また、被害者は、民事当事者 (Civil Party) として裁判手続に参加することができるとともに、「集合的かつ精神的（非金銭的）補償措置」を求めることができる。このような被害者参加の制度は、協定に謳われている、正義の実現や国民和解という特別法廷の目的から見て重要な意義を有すると考えられている。同時に、30年以上救済を求める手段が与えられなかった被害者にとって、司法的救済が可能となる初めての機会でもある。
事務局には、被害者支援部 (Victims Support Section) が設置されている。被害者支援部は、被害者による申立てや公判への出席を支援したり、代理人となる弁護士の名簿を提供したりするなどの活動を行っている。

## 法廷の設営
カンボジア特別法廷の建物は、首都プノンペンの市街から16kmほどはずれにある。傍聴席は482席あり、外交官、メディア、一般傍聴人が傍聴できるようになっている。建物はカンボジア政府がその費用で提供することとされている。
特別法廷の公式言語はクメール語とされ、公式作業言語はクメール語、英語、フランス語とされている。審理の際には、英語、クメール語、フランス語の同時通訳が提供されている。

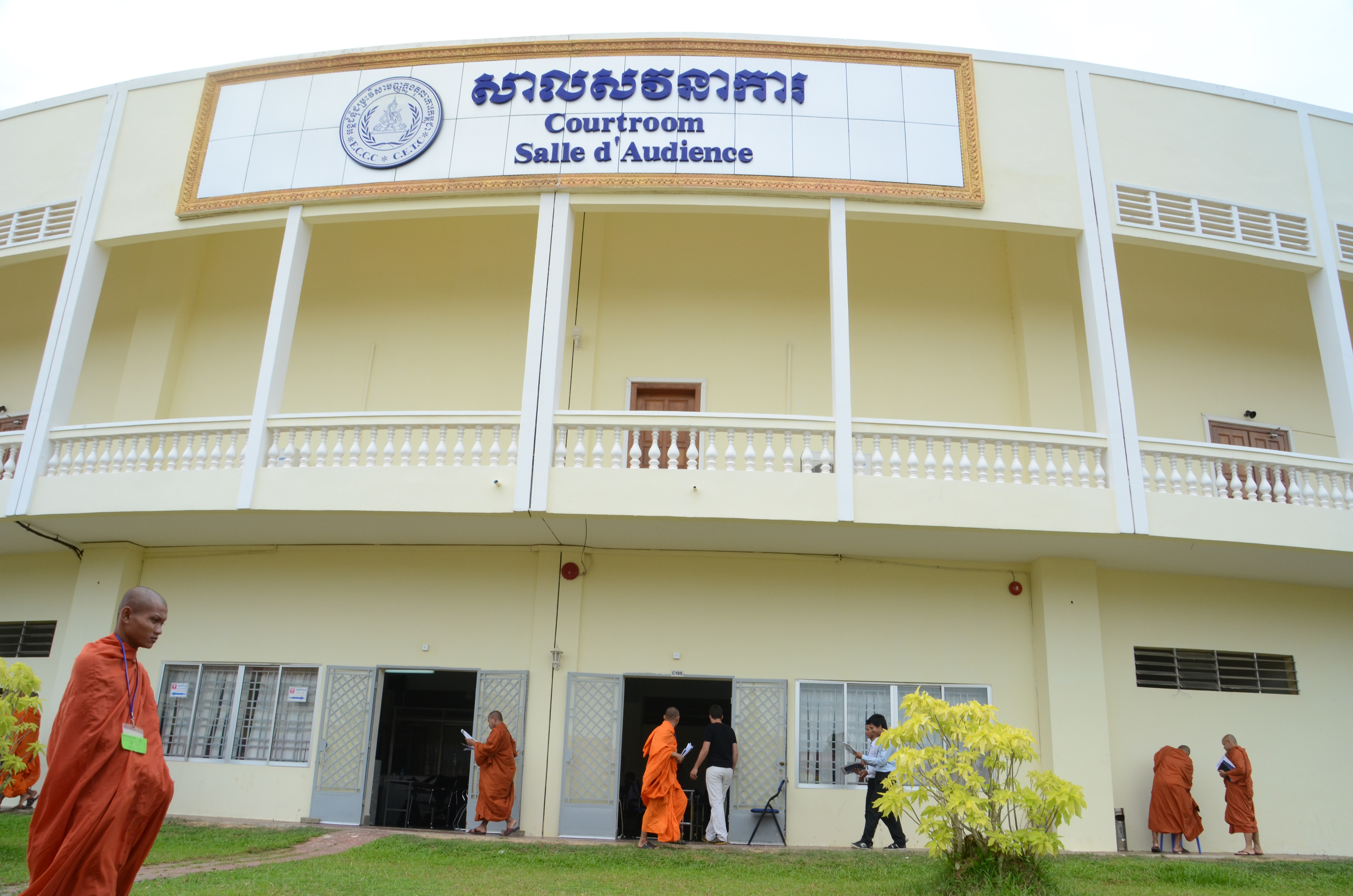
法廷正面
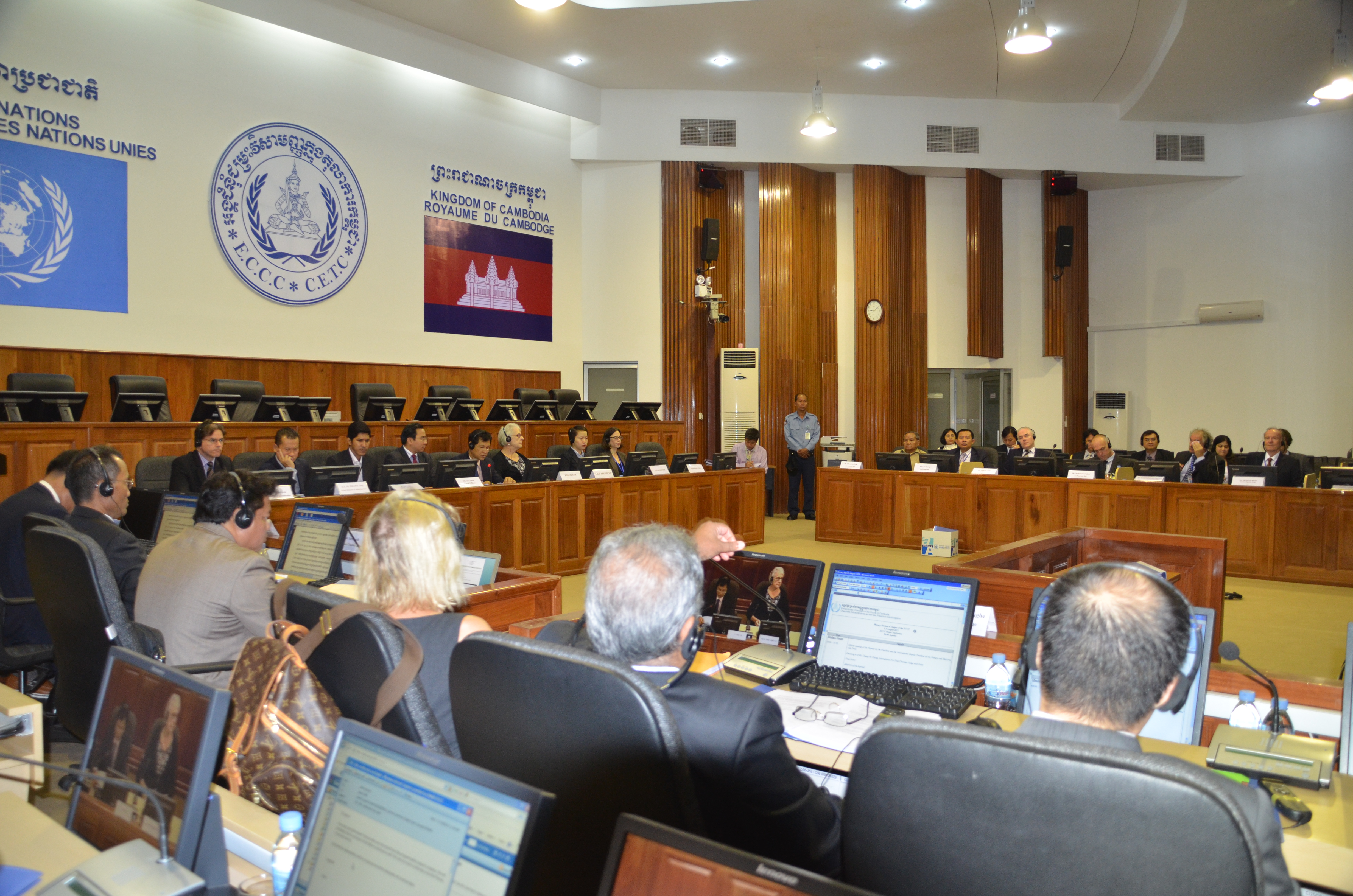
審理の様子
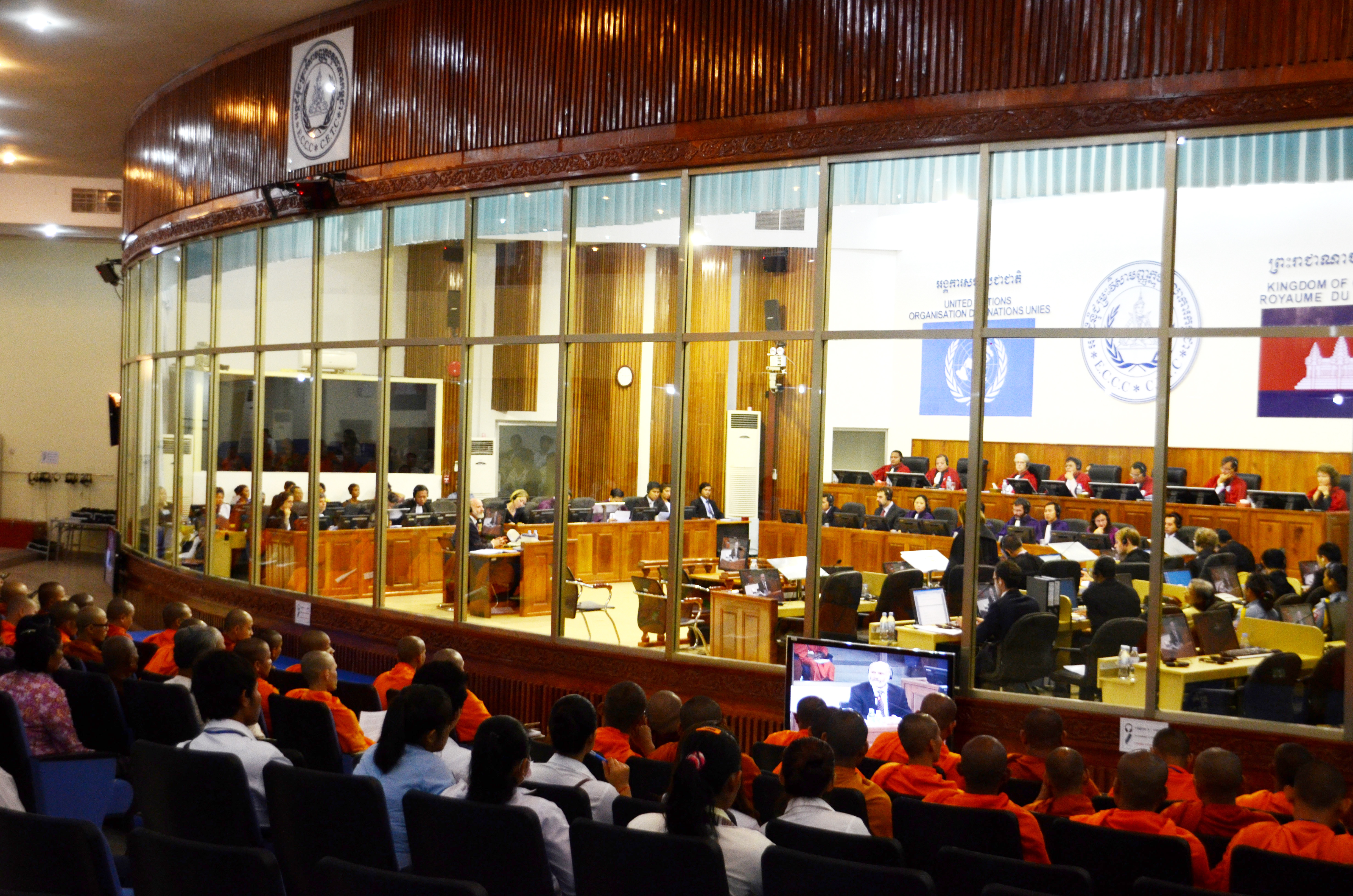
傍聴席
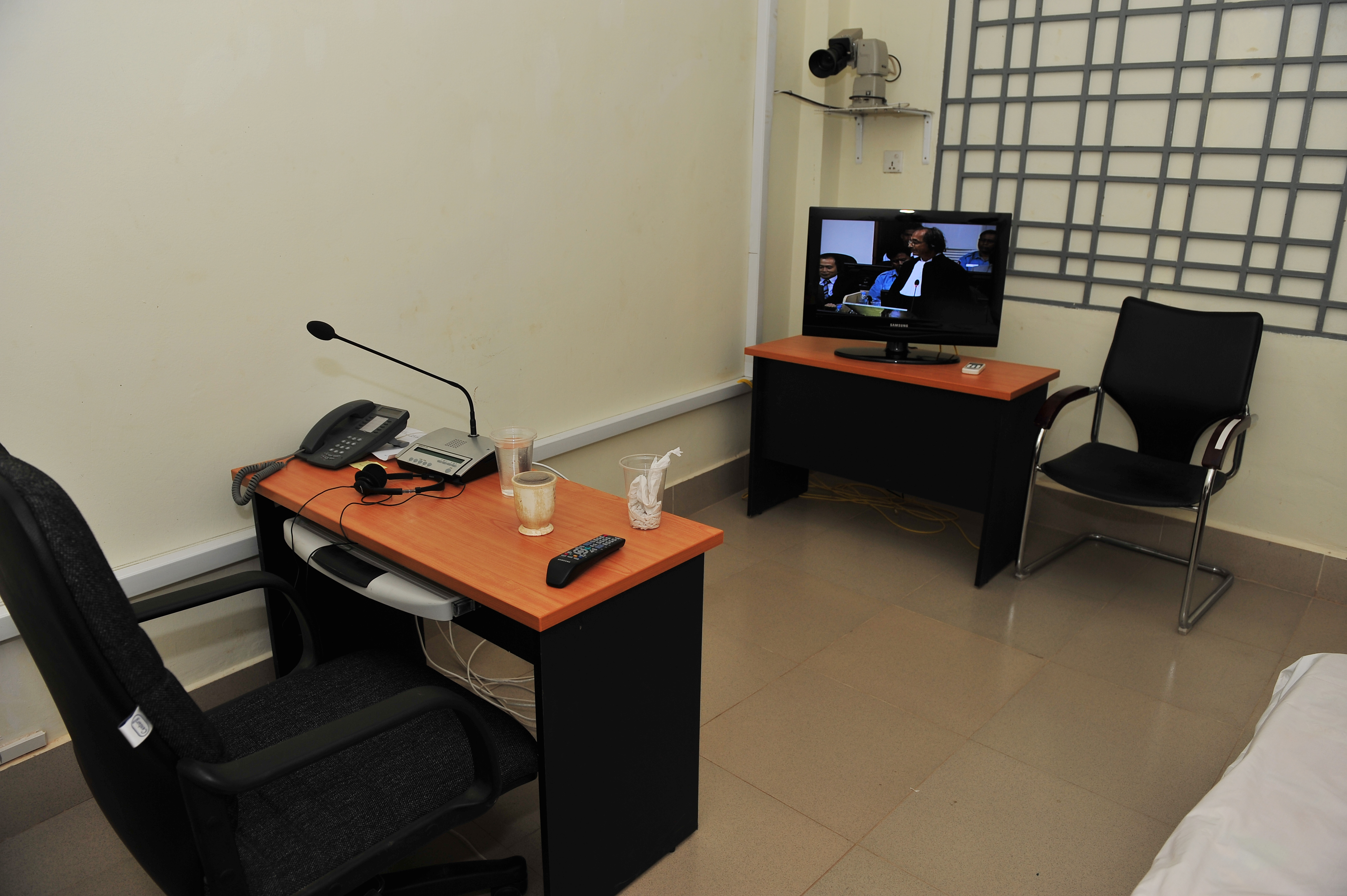
法廷とのビデオリンク設備を備えた別室。被告人が体調不良で出廷困難な場合は、別室への移動が許される

## 裁判手続の推移

### 第1事件

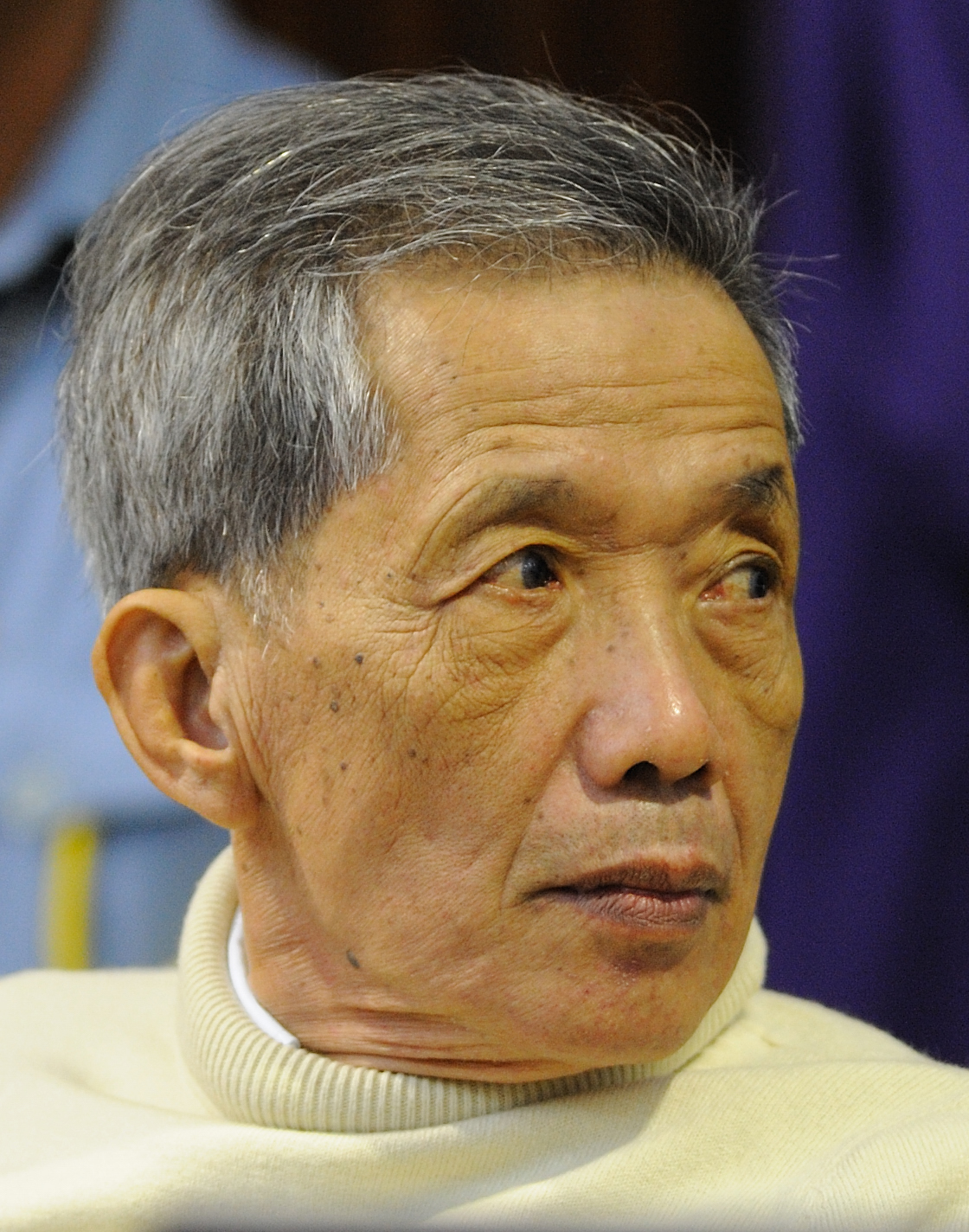
第1事件の被告人となったカン・ケク・イウ

元S21（トゥール・スレン）政治犯収容所所長、カン・ケク・イウに対する裁判
共同検察官は、2007年7月18日、共同捜査判事に対し、カン・ケク・イウ及び後述（第2事件）の4人について司法捜査開始申立てを行った。共同捜査判事は、まず、カン・ケク・イウについて嫌疑に相当の理由があるものと認め、司法捜査を開始し、勾留を決定した。これにより、カン・ケク・イウは、同月31日に軍の拘置施設から、カンボジア特別法廷の拘置所に移監された。2008年8月8日、共同捜査判事により起訴され、公判前裁判部により起訴の判断が是認（一部変更）されたのが同年12月5日であった。2009年2月17日及び18日、第一審裁判部で公判の冒頭審問が行われた。実質的な審理は同年3月30日に始まり、同年9月17日、証拠の提示が終わった。その間の証拠調べ期日は72日にわたり、証人24人、民事当事者22人、専門家9人が出廷した。同年11月23日から27日にかけての5日間、最終弁論が行われて公判は結審した。審理の中で、カン・ケク・イウは、自らの責任を認め、謝罪の言葉を述べた。
2010年7月26日に一審判決が出され、次の罪で有罪とされ、禁錮35年を宣告された（1999年5月から2007年7月31日までのカンボジア軍裁判所による違法な拘禁に対する救済措置として30年に減刑）。
- 人道に対する罪（政治的理由による迫害）

人類絶滅に対する罪（殺人を含む）、奴隷化、拘禁、拷問（1例の強姦を含む）、その他の非人道的行為
- 1949年のジュネーヴ諸条約の重大な違反

意図的な殺人、拷問・非人道的取扱い、意図的に身体又は健康に対する重大な苦痛又は重大な傷害を与えたこと、意図的に捕虜又は文民に対し公正かつ通常の裁判を受ける権利を奪ったこと、文民の不法な拘束
同判決では、S21収容所で子供を含む1万2000人以上が収容され、その多くが拷問その他の非人道的行為を受けるとともに、被収容者のほとんどが付属の処刑場等で処刑されたと認定された。
刑期は、未決勾留を控除すると19年となり、被害者や人権団体等からは軽すぎるとの声もある。一審判決に対しては、共同検察官と被告人の双方から控訴がなされた。
また、一審判決では、民事当事者の求めた補償措置のうち、(1)被告人が公判手続中に謝罪し責任を認めた陳述を集約し、判決確定後に特別法廷のウェブサイトに掲載すること、(2)当事者適格を認められた民事当事者が被告人の犯罪により被害を受けたことを確認・宣言することを認めた。民事当事者は、補償措置及び民事当事者適格性についての判断に対して控訴している。
2012年2月3日、上訴審で一審の禁固35年の判決が破棄され最高刑の終身刑判決を受けた。

### 第2事件

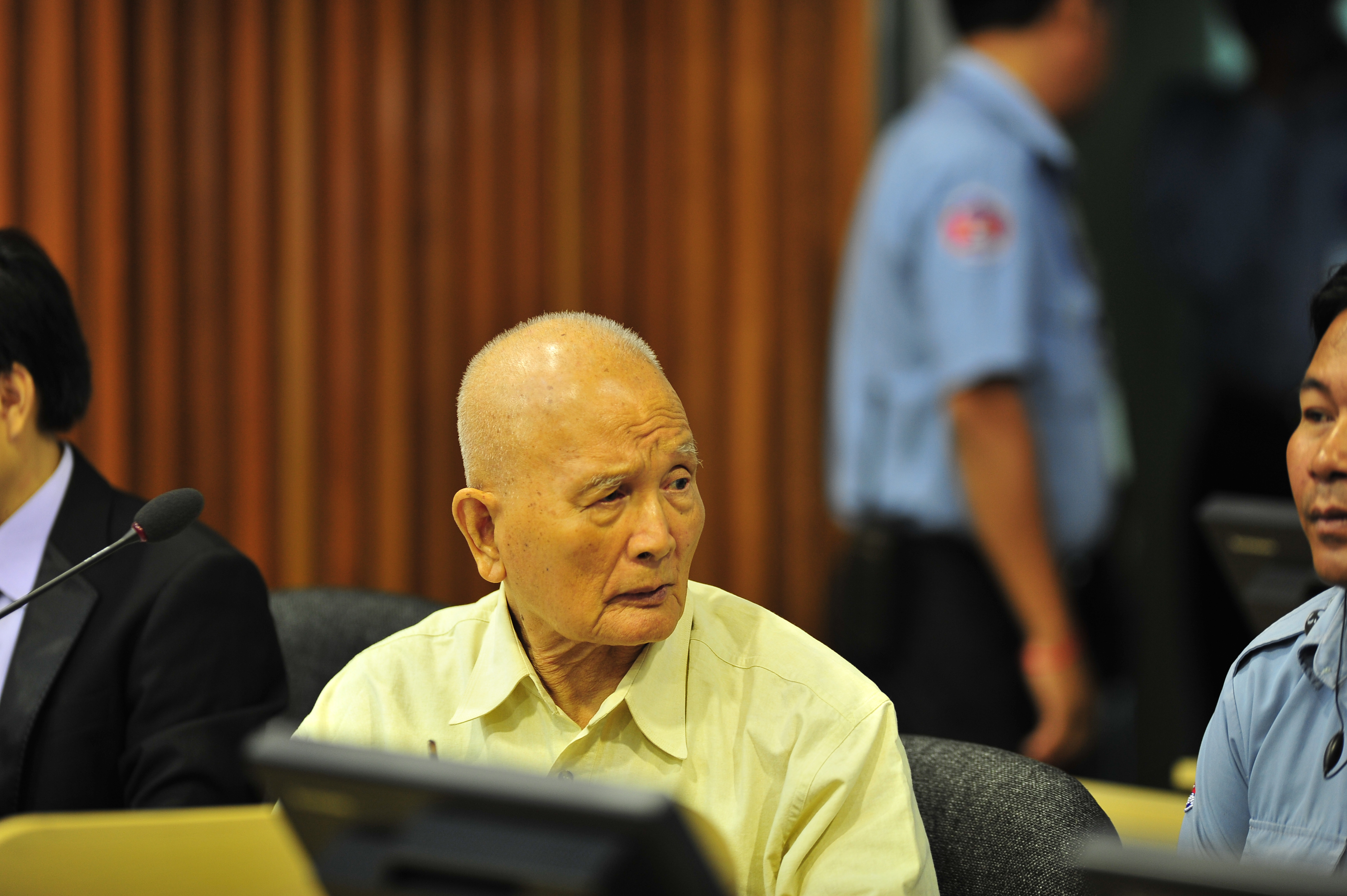
勾留審問のため出廷するヌオン・チア（2011年1月）

ヌオン・チア（元人民評議会議長）、キュー・サムファン（元国家幹部会議長）、イエン・サリ（元副首相）、イエン・シリト（元社会問題相）の4人に対する裁判。
前述のとおり、共同検察官は、2007年7月18日、上記4人とカン・ケク・イウについて司法捜査開始の申立てを行ったが、共同捜査判事は、同年9月19日、ヌオン・チアに対する司法捜査開始と同時に、S21を中心とする第1事件とカンボジア全土に広がる事実を扱う第2事件とを分離することを決定した。

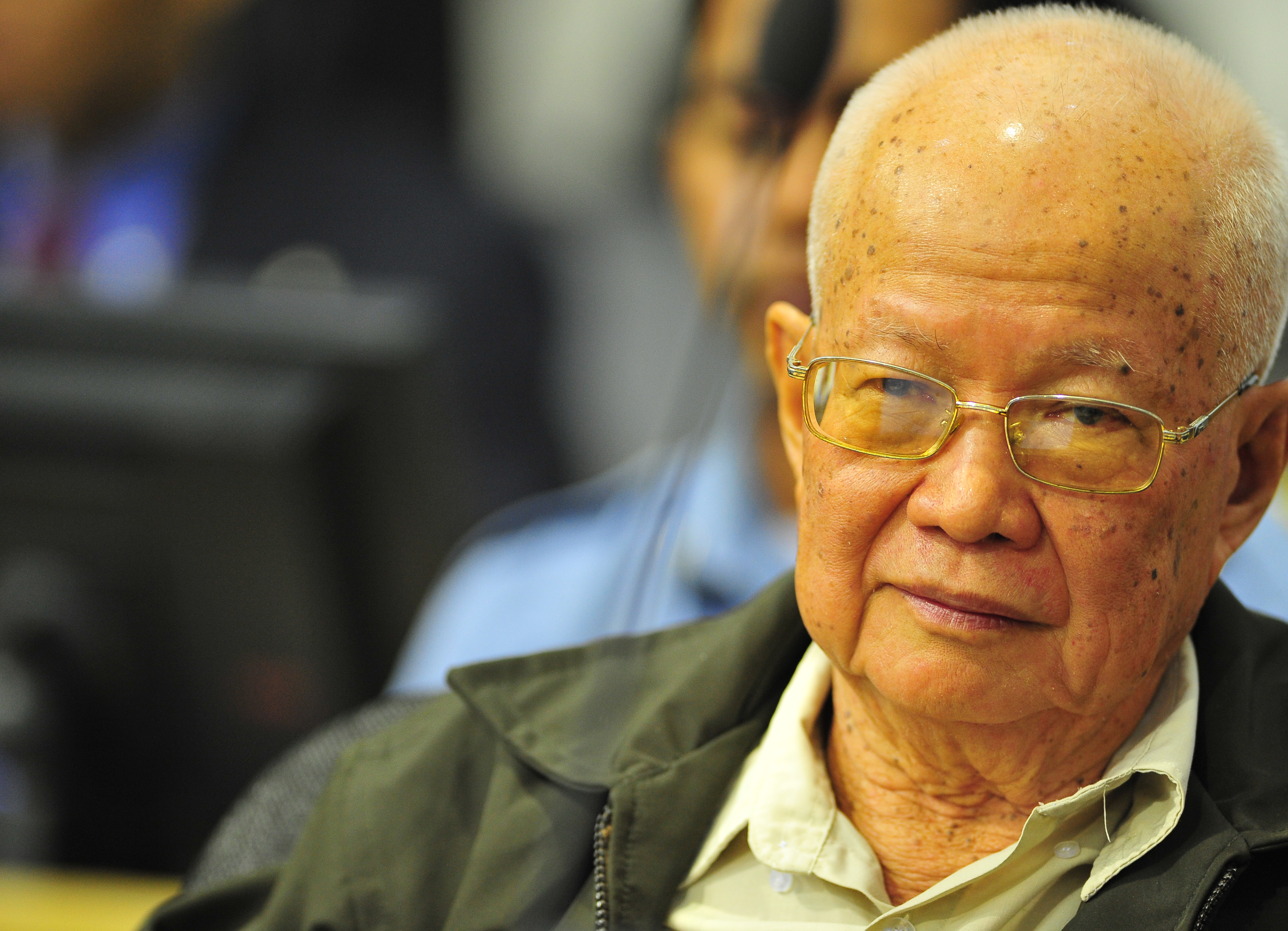
冒頭審問に出廷するキュー・サムファン（2011年6月）

4人は、2010年9月15日、共同捜査判事の捜査終結宣言により起訴された。これに対して4人とも抗告したが、公判前裁判部は、2011年1月13日、起訴の判断を是認（一部変更）し、4被告人は公判廷に送られることとなった。起訴の理由は、人道に対する罪、1949年のジュネーヴ諸条約の重大な違反、ジェノサイド、1956年カンボジア刑事法典における殺人・拷問・宗教的迫害の罪である。対象となる公訴事実は、主に、(1)3度にわたる強制移住、(2)集団農場の設置・運営、(3)収容所及び処刑場での悪分子最教育と「敵」の抹殺、(4)チャム族、ベトナム人、仏教徒など特定集団に対する犯罪行為、(5)結婚の管理の5点である。
2011年6月27日、冒頭審問が行われて公判が開始し、現在第一審に係属中である。4人とも無罪を主張している。同年9月、第一審裁判部は、判決までの時間を短縮するため、第2事件をいくつかのセグメントに分離して順次審理・判決を行うことを決定し、最初のセグメントとしては強制移住に関する審理から開始することとした。
第2事件のうち最初の審理は、案件002/01で、国民の強制移住(フェーズ1・2)とその際に発生した犯罪(フェーズ1は、1975年4月17日のプノンペン市民の強制退去、フェーズ2は、1975年9月から1977年までに行われた全国規模でのカンボジア国民の強制移動を扱う)、およびトゥオル・ポ・チュレイでの旧ロン・ノル政権の幹部処刑に関する案件である。
第2事件に関する2番目の審理002/02では、チャム族およびベトナム人に対するジェノサイド(ただし、ベトナム領内での犯罪は除外)、カンボジア全土で行われた強制結婚・強姦、仏教徒に対する処置(ただし、トラム・コク人民公社で発生したものに限定)、国内粛清、旧クメール共和国の公務員の処置(ただし、トラム・コク人民公社、1月1日ダム作業所、S-21.クライン・タ・チャン収容所に限定)、収容所4ヶ所(S-21, クライン・タ・チャン収容所、オー・カンセン収容所、プノム・クラオル収容所)、労働作業所3ヶ所(1月1日ダム作業所、コンポン・チュナン空港設営作業所、トラペアン・トゥマのダム作業所)、トラム・コク人民公社が審理される。
同年11月21日からイエン・シリトを除く3名について検察側の冒頭陳述によって本格審理が始まり、22日にはヌオン・チア、23日にはイエン・サリ、キュー・サムファンが反論に立った。12月5日から証拠調べが行われる。イエン・シリトについては、11月17日、認知症により公判に耐えられないとして第一審裁判部により釈放が命じられたが、検察官が異議申立てを検討している。
2014年8月現在、第2事件のうち最初の審理002/01は第1審が終了している。002/01に関して、2014年8月7日に第1審の判決が出され、ヌオン・チア、キュー・サムファン両被告に終身刑が下された。
2016年11月23日、上訴審でヌオン・チア、キュー・サムファン両被告の人道に対する罪において終身刑が確定した。「ジェノサイドの罪」に関しては、2022年に裁判が終結するまでにヌオン・チアが2019年に死去し、キュー・サムファンのみ「ジェノサイドの罪」で有罪の終身刑判決を受けた。
ヌオン・チア
別名「ブラザー・ナンバー2」と呼ばれ、カンプチア共産党副書記長、党常務委員会委員、民主カンプチア人民評議会議長などを務めた。1998年に王国政府に投降し、フン・セン首相の恩赦を受けて釈放され、パイリン近郊の自宅で暮らしていた が、2007年9月19日に逮捕され、同日、捜査判事が司法捜査開始・勾留を決定した。
2019年8月4日にプノンペンの病院で死去。
キュー・サムファン
1975年、民主カンプチアの国家幹部会議長（国家元首）に任命され、1987年にポル・ポトがクメール・ルージュ党首を退いた後はこれを引き継いだ。1998年にヌオン・チアとともに投降後、パイリンで暮らしていた が、2007年11月19日逮捕され、同日、捜査判事が司法捜査開始・勾留を決定した。
2004年、著書『カンボジア現代史と、私の下した決断の裏にある理由』の中で、ポル・ポト政権下の惨劇については何も知らなかったと弁明しているほか、これまでのインタビューでも、大量虐殺への関与を否認している。
イエン・サリ
1975年から外交担当副首相を務めたほか、カンプチア共産党常務委員会委員・中央委員会委員を務めた。ポル・ポトの義理の兄弟で、「ブラザー・ナンバー3」と呼ばれた。1979年、政権崩壊とともにタイへ逃亡し、同年行われたカンボジア人民革命評議会のプノンペン特別市法廷では欠席のまま死刑を宣告された。1996年8月、カンボジア国王令で1979年の有罪判決についての特赦及びクメール・ルージュ非合法化法（1994年制定）に関する訴追免除を受けるのと引換えに、部下数千人を引き連れて投降した。以後プノンペンで暮らしていた が、2007年11月12日に逮捕され、同月14日に勾留決定された。
1996年の国王令による恩赦の効力については、特別法廷によって判断されるべき問題として、裁判手続に持ち越すことが国連とカンボジア政府の協定で合意されている。
2013年3月14日、プノンペンで死去。
イエン・シリト
イエン・サリの妻。また、ポル・ポトの最初の妻キュー・ポナリーの妹である。民主カンプチア政権で社会問題相を務めた。1998年にイエン・サリが国王の恩赦を受けて投降してからは、ともにプノンペンで暮らしていたが、2007年11月12日、サリとともに逮捕された。2012年9月13日、特別法廷は、認知症の進行を理由に釈放を認めた。
2015年8月22日、カンボジア西部のパイリンで死去。

### 第3事件及び第4事件
第1・第2事件以外の被疑者を訴追すべきか否かについては、カンボジア側と国際側の検察官の間で意見が分かれた。国際側検察官ロバート・ペティットが、クメール・ルージュ政権下の犯罪の包括的解明につながるとして訴追を主張したのに対し、カンボジア側検察官は、国民和解の必要性などを理由として訴追に反対した。内部規則71条による共同検察官意見不一致の場合の手続に従い、共同検察官は公判前裁判部に裁定を申し立てた。しかし、公判前裁判部では裁定に必要な多数（判事4人以上）を満たさず、内部規則71条4項(c)の規定により、一方の検察官（この場合国際検察官）の請求した司法捜査開始の申立てが維持されることとなった。
こうして、2009年9月7日、国際側検察官から共同捜査判事に対し5人の被疑者に対する司法捜査開始の申立てが行われた。これが第3事件と第4事件とに分割された。被疑者の氏名は公開されていない。
第3・第4事件については、2009年9月、フン・セン首相が訴追への反対を公言し、また、2010年6月には共同捜査判事間の意見の不一致が報じられた。
国際捜査判事がブルンクに交代した後の2011年4月29日、共同捜査判事は、共同検察官に対し、第3事件について捜査の終了を通知した。一方、国際検事のケイリーは、ブルンク捜査判事の第3事件についての捜査が不十分であり、現地検証を含めた捜査を続行すべきである旨を述べ、両者の対立が明らかになった。NGO等からは、第3・第4事案の訴追を望まないカンボジア政府の意向に迎合してブルンクが不起訴に終わらせようとしているのではないかとの批判が巻き起こった（後述#政治介入への批判）。
第4事件については共同捜査判事の捜査が継続中である。

## 財政
| 国名           | 拠出額（米ドル） |
| -------------- | ---------------- |
| 日本           | 54,677,005       |
| オーストラリア | 10,572,233       |
| ドイツ         | 7,816,650        |
| アメリカ合衆国 | 6,732,000        |
| フランス       | 6,244,645        |
| イギリス       | 5,401,650        |
| ノルウェー     | 3,997,427        |

協定によれば、カンボジア人の判事及びその他の職員の報酬、給与はカンボジア政府が負担し、国際側判事、国際側共同捜査判事、国際側共同検察官及び国連側によって採用された職員の報酬、給与は国連が負担することとされている。また、弁護人の報酬、証人の旅費、セキュリティ関係費用等も国連の負担とされている。
そして、国連負担分の資金については、2003年5月の国連総会決議で、任意拠出金によって賄うことが決定された。
2005年3月、アナン事務総長は国連で会合を開き、各国の拠出を求めたが、その時点では、特別法廷の所要期間は3年間、所要額は5630万ドル（国連側4300万ドル、カンボジア側1330万ドル）と見積もられていた。しかし、特別法廷の活動期間が長引く中、2008年6月、同年末までの活動分として4370万ドル（国連側3770万ドル、カンボジア側610万ドル）が新たに必要であると発表され、同年7月に改定され承認された2005年-09年予算は、1億0042万ドル（国連側7867万ドル、カンボジア側1868万ドル、各予備費7.5%）となった。
さらに、2010年予算は3130万ドル、2011年予算は4070万ドルとして承認された が各国からの拠出は追いつかず、2010年5月、潘基文事務総長は同年分の2100万ドル以上（国連側1460万ドル、カンボジア側650万ドル以上）、また2011年分の4680万ドル全額について資金の手当がされていないとして、国連で会合を開いて緊急の資金アピールを行った。
2006年の運営開始から2011年4月末までの、各国から国連負担分に対する拠出額累計は1億0493万ドル（その他の団体からの拠出及び雑収入を合わせると1億0977万ドル）であり、拠出額の多い国は右表のとおりである。これに加え、カンボジア負担分についても、実際にカンボジアが拠出できている額は一部で、日本等が拠出を行っている。

## 課題と成果

### 汚職疑惑
2007年2月14日、NGO「オープン・ソサエティ・ジャスティス・イニシアティヴ」により、特別法廷の贈賄疑惑が指摘され、大きな問題となった。これによれば、判事を含むカンボジア側職員が、採用された見返りとして、特別法廷から受け取る給与の一定割合をカンボジア政府の採用担当者に対して支払っているとされ、法廷の独立性にも疑問が投げかけられた。
2008年6月、複数のカンボジア人スタッフがキックバックの事実を認め、これらのスタッフからの通報がOIOSに送付された。OIOSは調査を開始し、同年9月、その調査結果をカンボジア政府に送付した。その内容は公表されていないが、報道によれば、事務局長のセアン・ヴィソット自身がキックバック金を集約していたとされている。カンボジア政府からは公式に対応はなく、またヴィソットは同年11月健康問題を理由に休暇に入った。以後、クラン・トニー事務局長代理が任務に当たっている。
また、これと並行して、汚職防止対策をめぐってもカンボジア政府と国連との間で交渉が行われたが、カンボジア側職員からの内部通報は自らに対して行わせることを主張するカンボジア政府と、萎縮効果を懸念する国連側との間で交渉は難航し、より根本的な問題として特別法廷内における国内側職員と国連側職員の相互不信も指摘された。最終的に、2009年8月11日、カンボジア政府と国連は、職員からの内部通報を秘密を守りながら受理する機関として独立カウンセラーを設置することとし、その地位にカンボジア会計検査院長のウス・チョルンを指名することを合意した。

### 政治介入に対する批判
フン・セン首相は、前述（#特別法廷設立の経緯）のように、特別法廷発足前から、訴追対象者を広げることには否定的であったが、2009年9月、第3・第4事件の司法捜査が開始すると、第1・第2事件以外の追加訴追は再び内戦を招くとして改めて反対を表明した。フン・センは、国際側の判事や検事が、カンボジアで問題を生じさせるよう本国政府から指示を受けているのだとも発言した。これに対しては、フン・セン自身が初期のクメール・ルージュに所属していた経歴があり、フン・センの政治的盟友にクメール・ルージュの元メンバーが多いため、彼らを守ろうとしているのだとの批判がされている。さらに、2010年10月、プノンペンを訪問した潘基文事務総長との会談においても、フン・センは、追加訴追は認められないと述べた。
2011年4月、共同捜査判事が第3事件の捜査終結を通告したのを機に、国連は第3事件を訴追させない方針を固め共同捜査判事にその旨指示したのではないかとの報道がされ、議論が再燃した。これに対し同年6月14日、国連側は、共同捜査判事に対してそのような指示はしておらず、特別法廷はカンボジア政府、国連、ドナー国、市民団体のいずれからも独立であるとの声明を発表した が、カンボジア政府の政治介入に対する疑念や批判は続いている。

### 被告人の高齢化
第2事件の被告人4人は、2011年6月の公判開始時点で、79歳（イエン・シリト、キュー・サムファン）から85歳（イエン・サリ）までと、いずれも高齢である上、裁判には数年間かかると予想され、その間にイエン夫妻が死去、残る被告人が存命の間に裁判終了まで漕ぎ着けられるかも懸念事項となっていた。

### 成果

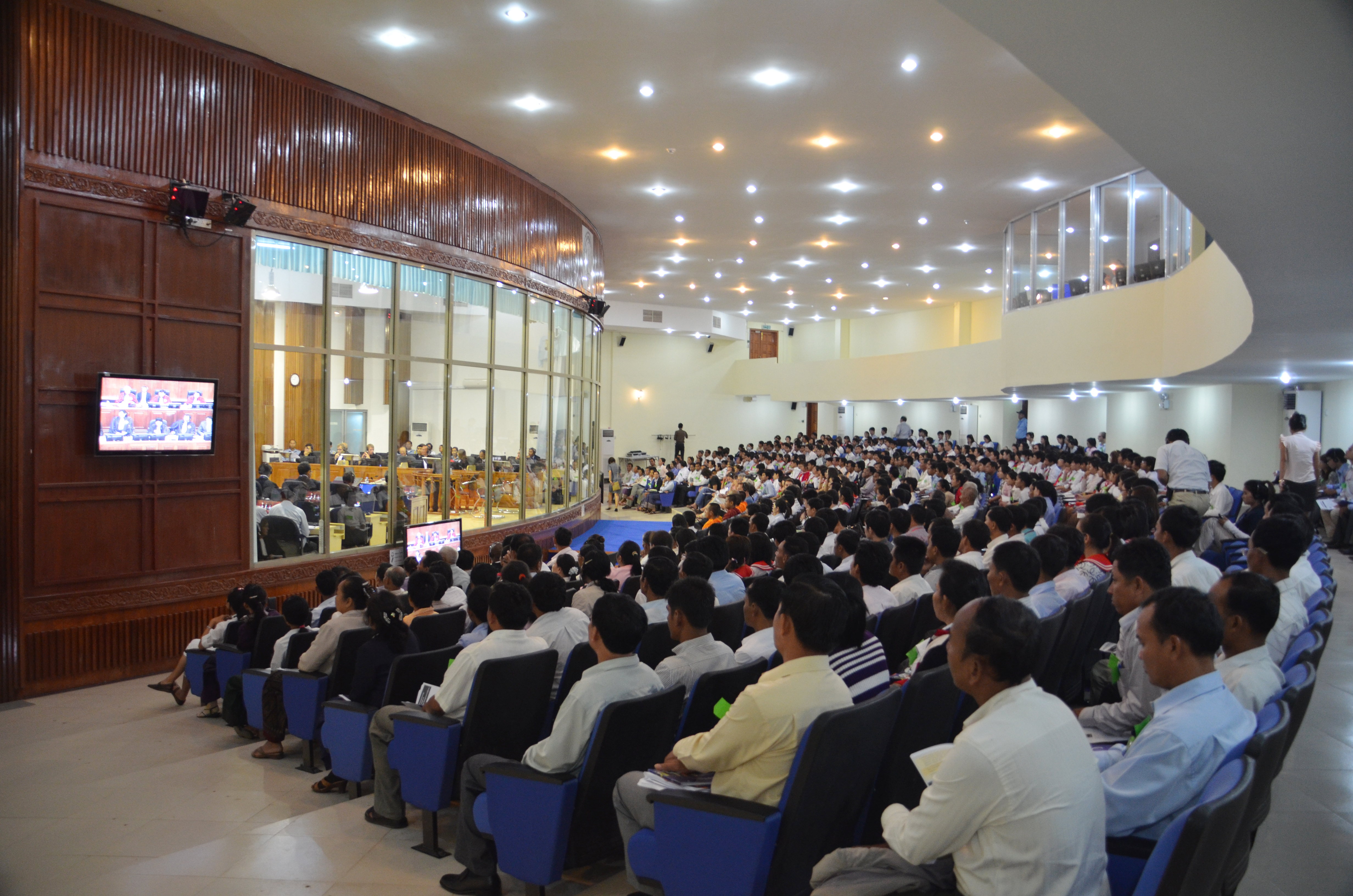
特別法廷の傍聴席（2011年8月29日、イエン・シリト、ヌオン・チアの訴訟能力に関する予備審問）

以上のような問題を抱える一方で、カンボジア特別法廷が設立され、まず第1事件の一審判決に漕ぎ着けたことについては、カンボジアにおける「不処罰」の歴史を克服し、正義を実現する第一歩であると評価されている。
また、被害者参加制度が設けられたことにより、多数（第2事件では3850名）の民事当事者が参加するとともに、裁判を機に被害を初めて語り始めた人々もいるなどの意義があると指摘されている。同時に、多くの傍聴者が法廷を訪れ（第1事件の傍聴者は延べ約3万1000人）、裁判の一部がテレビで放送されるなど報道で伝えられるとともに、各地で公聴会・集会などのアウトリーチ活動が頻繁に行われていることにより、事実・歴史を若い世代に伝える教育効果も大きいと指摘されている。
そのほか、クメール・ルージュ政権により知識人が殺害の標的とされたことから、カンボジアで司法を担う人材が極端に不足する中、カンボジア国内で特別法廷を運営することにより、法律家だけでなく、通訳等を含む司法関係職種の能力構築（キャパシティ・ビルディング）を促すことができることが指摘されている。